# 小出伸一
小出伸一（こいで しんいち、1958年10月1日 - ）は、日本の実業家。株式会社セールスフォース・ジャパン 代表取締役会長兼CEO。元日本ヒューレット・パッカード代表取締役社長執行役員。元ソフトバンクテレコム代表取締役副社長兼最高執行責任者。

## 略歴
福島県出身。
1981年に青山学院大学経済学部経済学科卒業後、日本アイ・ビー・エムに入社。
1994年に金融機関第二営業本部・第一営業部長に就任。
1998年1月日本アイ・ビー・エム社長補佐となり、その後理事や取締役なども歴任。
2005年に日本テレコム（現：ソフトバンク）に入社し、常務執行役営業統括オペレーションを担当。
2006年には、ソフトバンクテレコム代表取締役副社長兼最高執行責任者 (COO) に就任。
2007年に日本ヒューレット・パッカード入社、代表取締役社長執行役員に就任。
2014年にセールスフォース・ドットコム（現：セールスフォース）会長兼CEOに任命された。